# Parc national des pics d'Europe
Le parc national des pics d'Europe est un parc naturel situé au nord-ouest de l'Espagne dans le massif éponyme.

## Création

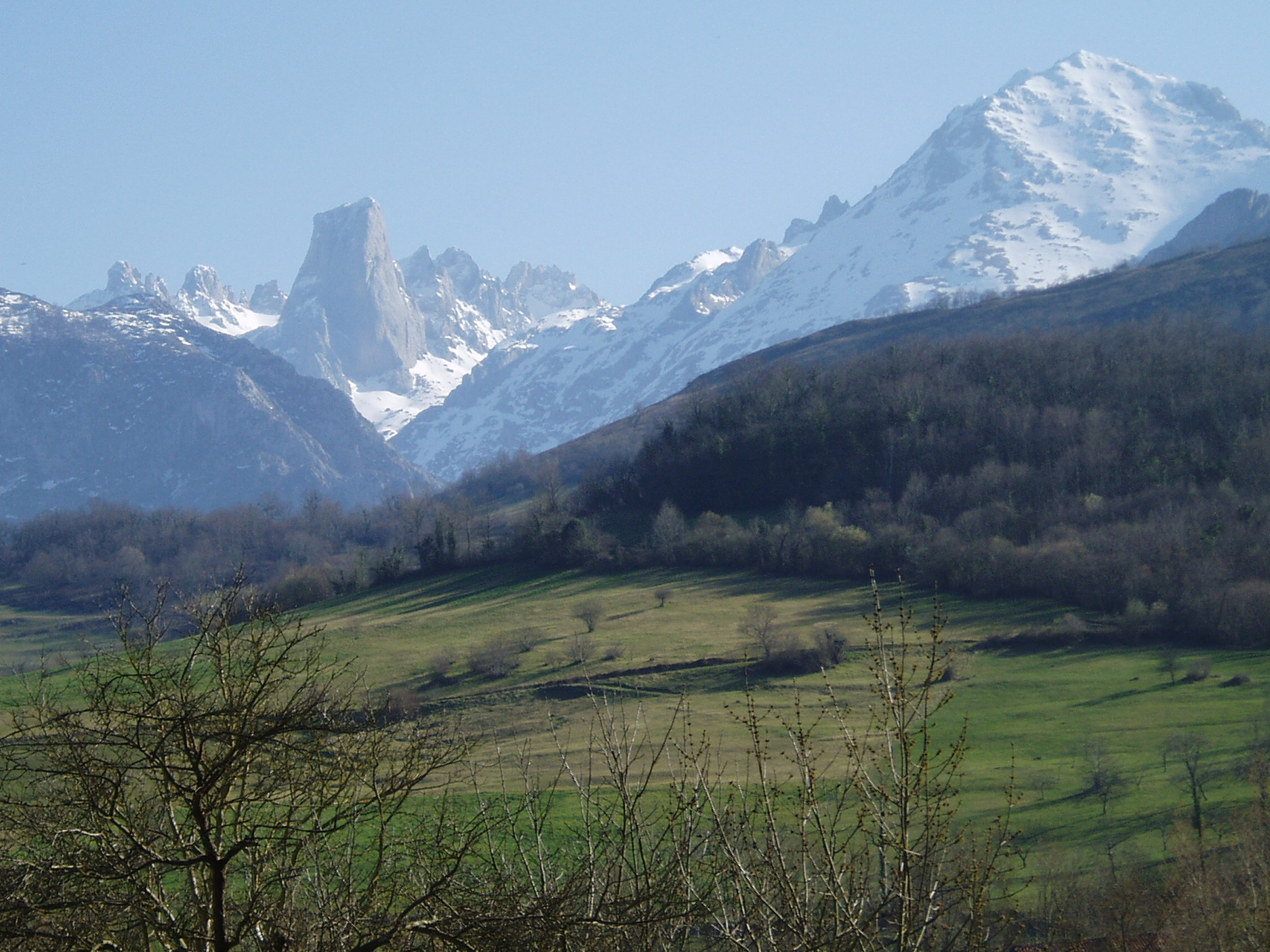
Urriellu.

Le parc a été créé le 22 juillet 1918. À cette époque, seul le massif occidental de l'actuel parc a fait l'objet d'une déclaration sous le nom de parc national de la Montaña de Covadonga d'une superficie de 16 925 ha. Le parc tel qu'il se présente actuellement date du 30 mai 1995. Le 9 juillet 2003, l'UNESCO a approuvé la demande de classement en réserve de biosphère.

## Description
La superficie totale est de près de 65 000 ha. Il est situé sur les territoires des communautés autonomes de Castille-et-León, province de León (24 719 ha), principauté des Asturies (24 560 ha) et Cantabrie (15 381 ha). L'altitude la plus élevée du parc est de 2 649 m au pic de Torre de Cerredo, et la plus basse à 75 m sur le fleuve Deva, ce qui donne un dénivelé de 2 574 m.

## Géologie
Les pics d'Europe forment une partie de la cordillère Cantabrique qui, dans le prolongement des Pyrénées, s'étend d'est en ouest du Pays basque au nord du Portugal.
Sur un socle hercynien érodé se sont déposés des sédiments calcaires qui ont été plissés lors de l'orogenèse alpine. Ces montagnes ont subi elles aussi une forte érosion due aux différents climats qui se sont succédé à l'ère quaternaire. L'eau a joué un grand rôle dans cette érosion, les fleuves ont creusé de spectaculaires défilés. Les différentes ères glaciaires ont aussi vu se former d'importantes calottes glaciaires qui ont atteint jusqu'à 300 m d'épaisseur et dont on trouve encore les traces (moraines, vallées glaciaires). Le paysage karstique domine avec un calcaire carbonifère résistant mais soluble aux intempéries.

## Faune et flore

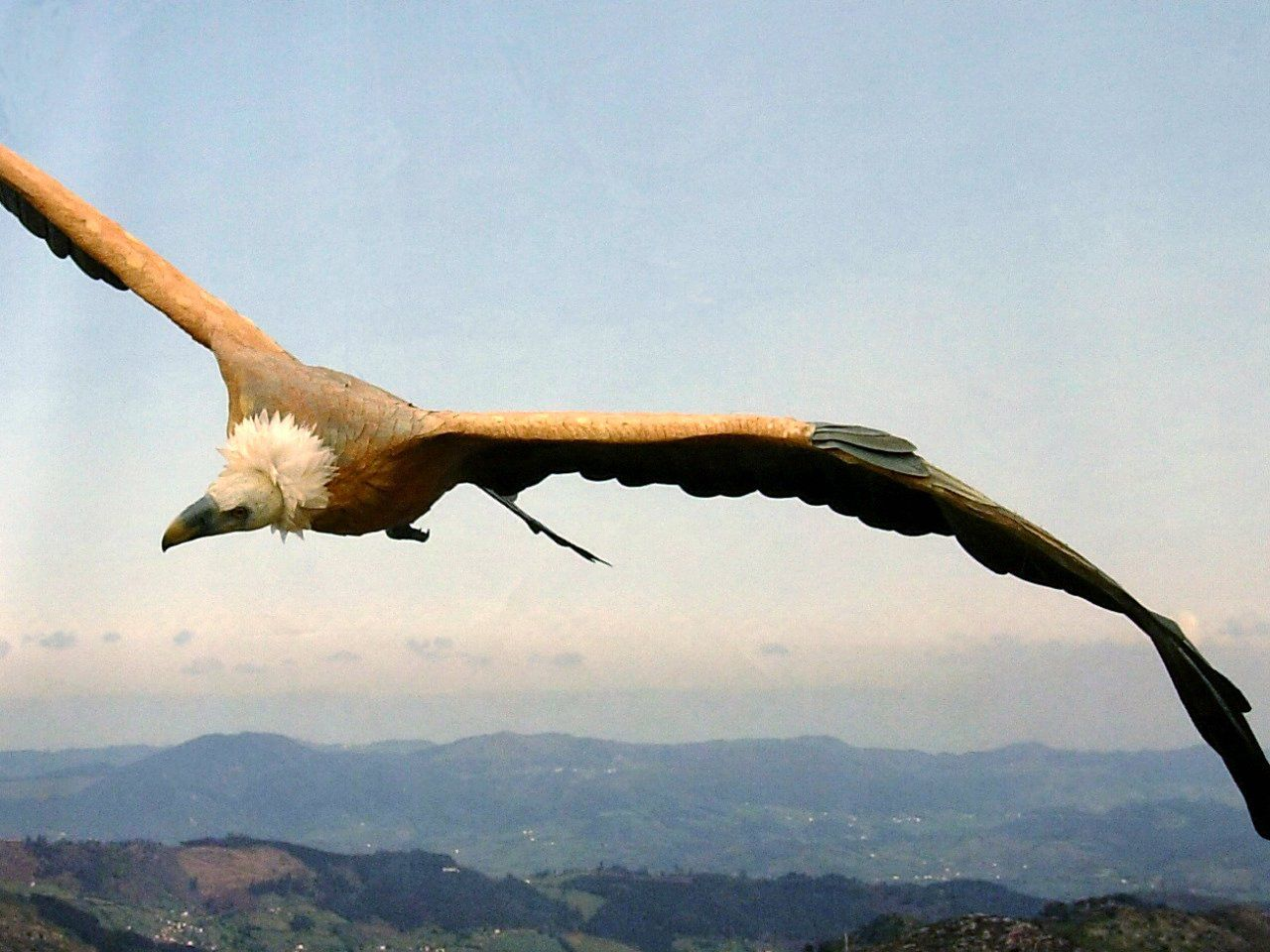
Vautour fauve.

Parmi les espèces emblématiques, on trouve le desman, le chat sauvage, l'isard cantabrique, le loup ibérique et l'ours brun pour les mammifères. 
Chez les oiseaux, le coq de bruyère, l'aigle royal et le vautour fauve sont parmi les plus imposants.
En fonction de l'altitude, du sous-sol et de l'exposition, de nombreuses espèces ont colonisé le parc. On peut citer le chêne vert (Quercus ilex), le chêne-liège (Quercus suber) pour les espèces méditerranéennes, on trouve aussi le châtaignier (Castanea sativa), le chêne rouvre (Quercus robur) et le hêtre (Fagus sylvatica) dans les zones plus fraîches comme exemples de cette diversité. On peut voir de nombreuses plantes alpines en altitude.